# 水路畔水库
水路畔水库是中国陕西省榆林市靖边县境内的一座水库，位于红柳河上，建于1979年。水库正常库容为6000万立方米，集雨面积为105平方千米，海拔为1495.2米。